# Acronia lumawigi
Acronia lumawigi là một loài bọ cánh cứng trong họ Cerambycidae.